# Daria Varlamova
Daria Varlamova (Perth, 6 de junho de 1995) é uma modelo e atriz russa-australiana, vencedora do concurso Miss Universo Austrália 2021.

## Biografia
Varlamova nasceu em 6 de junho de 1995 e vive em Bryansk, Rússia, e foi criado em Perth, Austrália. Em 2003, Varlamova mudou-se da Rússia para a Austrália. De 2012 a 2015, ela frequentou a Universidade Murdoch em Perth, onde obteve seu diploma de Bacharel em Comércio. Ela é especialista em gestão de recursos humanos e negócios internacionais. De 2020 a 2021, ela frequentou a Universidade Edith Cowan em Perth, onde obteve seu certificado de pós-graduação em aconselhamento.
Varlamova estava trabalhando em uma universidade como orientadora de estudantes e cursando seu mestrado em aconselhamento para se tornar psicoterapeuta e trabalhar na área de saúde mental.

## Concurso de beleza

### Miss Universo Austrália
Varlamova começou sua carreira em concursos de beleza em 2014, ela fez o teste para o concurso Miss Universo Austrália 2014, mas não chegou às finais estaduais. Em 28 de outubro de 2020, ela competiu contra 25 outros candidatos no Miss Universo Austrália 2020 no Sofitel Melbourne em Collins em Melbourne. Ela ficou em 5.ª colocada e acabou perdendo a vencedora Maria Thattil. 
Em 19 de outubro de 2021, Varlamova voltou ao concurso de beleza para competir e ganhar o concurso Miss Universo Austrália 2021. No final da noite, Varlamova sucedeu à ex-titular Maria Thattil.

### Miss Universo 2021
Como Miss Universo Austrália, Varlamova representou a Austrália no concurso Miss Universo 2021 em Eilat, Israel.

## Filmografia

### Televisão
| Ano  | Título                | Cantor             |
| ---- | --------------------- | ------------------ |
| 2017 | In the End, It's Love | Star               |
| 2018 | Jack Irish            | Russian Prostitute |